# Bistum Yuci
Das Bistum Yuci (lat.: Dioecesis Iuzeanus) ist ein römisch-katholisches Bistum mit Sitz in Yuci in der Volksrepublik China.

## Geschichte
Papst Pius XI. gründete mit dem Breve Cum Minister die Apostolische Präfektur  Yuci am 17. Juni 1931 aus Gebietsabtretungen des Apostolischen Vikariats Taiyüanfu. Am 9. März 1944 wurde sie in den Rang eines Apostolischen Vikariats erhoben. Mit der Apostolischen Konstitution Quotidie Nos wurde es am 11. April 1946 zum Bistum erhoben. 
Mit der Vertreibung der ausländischen Missionare blieb die Diözese seit 1953 unbesetzt. Bischof Anthony Humilis Yang Guangqi (Yang Kuang Ch’i), der in einem Versteck Priester geweiht hatte, wurde jedoch bald verhaftet und starb 1957 (oder 1958) im Gefängnis. Seitdem ist der Bischofsstuhl vakant. Am 14. September 1999 wurde der Priester Jean-Baptiste Wang Jin zum Bischof geweiht.

## Ordinarien

### Apostolischer Präfekt von Yütze
- Pietro Ermenegildo Focaccia OFM (16. Januar 1932 – 9. März 1944)

### Apostolischer Vikar von Yütze
- Pietro Ermenegildo Focaccia OFM (9. März 1944 – 11. April 1946)

### Bischöfe von Yuci
- Pietro Ermenegildo Focaccia OFM (11. April 1946 – 12. August 1953, gestorben)
- Anthony Humilis Yang Guangqi OFM (20. September 1955 – 11. November 1957, gestorben)